# Statuia Maternitate
Amplasată pe Bulevardul Independenței (Castanilor) statuia Maternitate este un punct de atracție al municipiului Ploiești .  Cu o vechime de peste o jumătate de secol statuia este înscrisă în Lista Monumentelor Istorice din România având codul PH-III-m-A-16866.

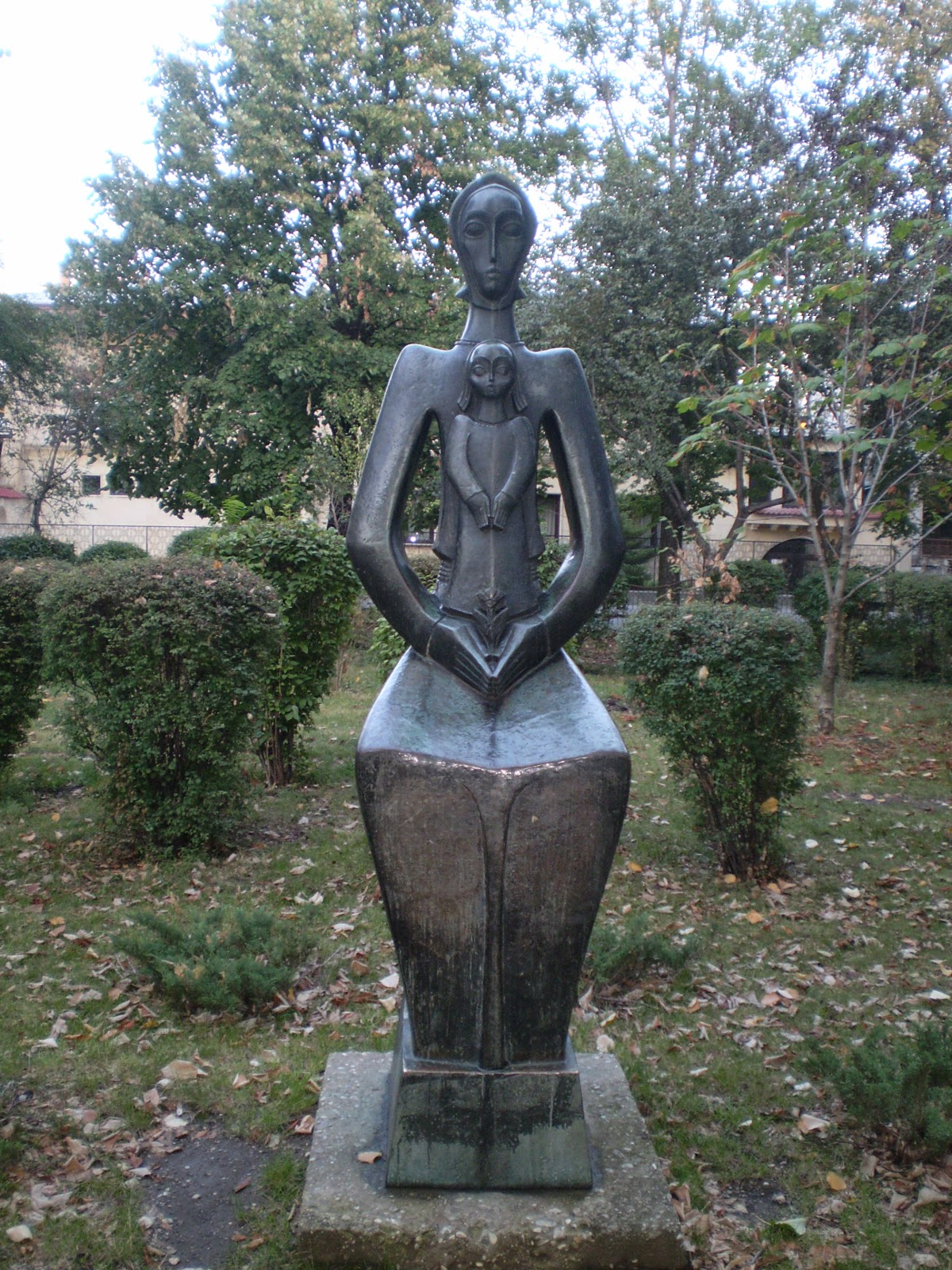
Statuia Maternitate din Ploieşti